# Zakonnica w przebraniu 2: Powrót do habitu
Zakonnica w przebraniu 2: Powrót do habitu (ang. Sister Act 2: Back in the Habit, 1993) – amerykańska komedia muzyczna z 1993 roku w reżyserii Billa Duke'a. Zdjęcia kręcono w Los Angeles, San Francisco i Las Vegas.
Kontynuacja filmu Zakonnica w przebraniu (1992) Emile’a Ardolino. W grudniu 2020 roku Goldberg potwierdziła prace nad trzecią częścią cyklu..

## Opis fabuły
Siostry ze Zgromadzenia Świętej Katarzyny prowadzą szkołę w San Francisco. Brakuje im jednak pieniędzy, a w dodatku uczniowie to wyjątkowo trudna młodzież. Gdy wszystkie metody zawodzą, zakonnice przypominają sobie o Deloris (Whoopi Goldberg), która po opuszczeniu klasztoru wyjechała do Las Vegas. Siostry namawiają ją, by została w ich placówce nauczycielką śpiewu. Okazuje się, że kierujący finansami szkoły Crisp (James Coburn) przekonał diecezję, by zezwoliła na jej zamknięcie.

## Obsada
- Whoopi Goldberg – Deloris Van Cartier/Siostra Mary Clarence
- Maggie Smith – Matka Przełożona
- Kathy Najimy – Siostra Mary Patrick
- Wendy Makkena – Siostra Mary Robert
- Mary Wickes – Siostra Mary Lazarus
- Bernard Hughes – Ojciec Maurice
- Michael Jeter – Ojciec Ignatius
- Thomas Gottschalk – Ojciec Wolfgang
- Brad Sullivan – Ojciec Tomasz
- James Coburn – Pan Crisp
- Sheryl Lee Ralph – Florence Watson
- Lauryn Hill – Rita Louise Watson
- Alanna Ubach – Maria
- Jennifer Love Hewitt – Margaret
- Tanya Blount – Tanya
- Robert Pastorelli – Joey Bustamente
- Ryan Toby – Westley Glen 'Ahmal' James
- Devin Kamin – Frankie
- Ron Johnson – Sketch
- Christian Fitzharris – Tyler Chase